# Elfenbenskustens regioner
Elfenbenskustens regioner (franska: régions de Côte d'Ivoire) är sedan 2011 landets administrativa enheter på andra nivån, under de 14 distrikten som infördes som landets administrativa enheter på första nivån i och med 2011 års förändringar av landets administrativa indelning. Det finns 31 regioner, och varje region är indelad i två eller flera departement som sedan 2011 är den tredje nivån i indelningen. Två till fyra regioner bildar ett distrikt, den första nivån i indelningen. Två av de fjorton distrikten, Abidjan och Yamoussoukro, är autonoma distrikt för större städer och dessa är inte regioner och inte heller indelade i regioner, utan bara i departement och underprefekturer.
Före 2011 års förändringar av landets administrativa indelning hade Elfenbenskusten 19 regioner. Dessa regioner var då administrativa enheter på första nivån och var vidare indelade i två eller flera departement, som då var den andra nivån i landets administrativa indelning. Av dessa 19 regioner etablerades tio 1991, två 1996, fyra 1997 och tre tillkom år 2000.

## Regioner
Det finns för närvarande 31 administrativa regioner i Elfenbenskusten. De två autonoma distrikten Abidjan och Yamoussoukro är inte regioner och är inte indelade i regioner. De 31 regionerna är, med tillkomstår inom parentes:

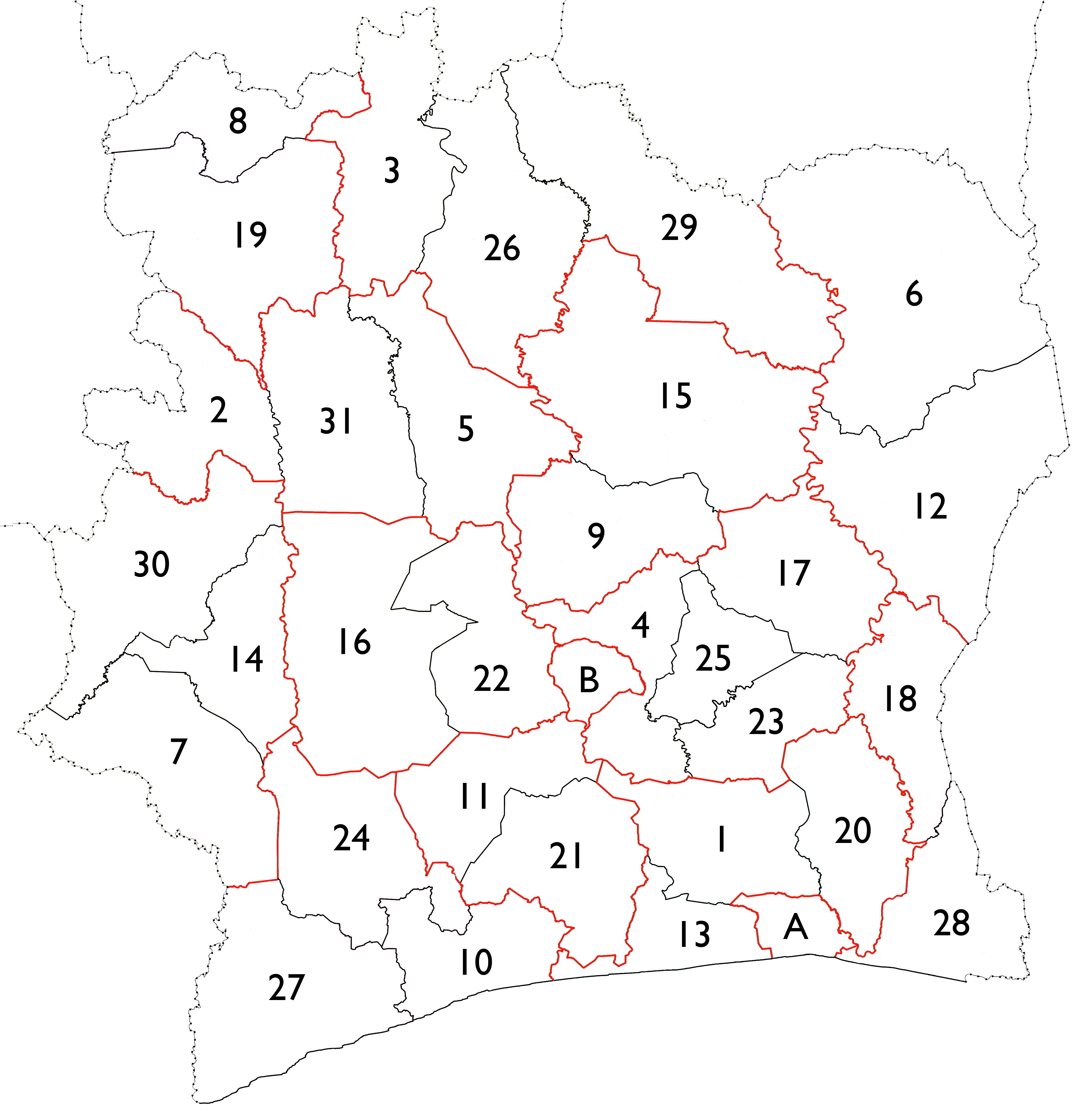
Elfenbenskustens 31 regioner idag. Röda linjer indikerar distriktsgränser. Abidjan (A) och Yamoussoukro (B) är autonoma distrikt som inte är uppdelade i regioner.

1. Agnéby-Tiassa (2011)
2. Bafing (2000[1])
3. Bagoué (2011)
4. Bélier (2011)
5. Béré (2011)
6. Bounkani (2011)
7. Cavally (2011)
8. Folon (2011)
9. Gbêkê (2011)
10. Gbôklé (2011)
11. Gôh (2000 som Fromager,[1] namnbyte 2011)
12. Gontougo (2011)
13. Grands-Ponts (2011)
14. Guémon (2011)
15. Hambol (2011)
16. Haut-Sassandra (1991 som Centre-Ouest, namnbyte 1997[1])
17. Iffou (2011)
18. Indénié-Djuablin (1991 som Centre-Est, namnbyte 1996 till Est, namnbyte 1997 till Moyen-Comoé,[1] nuvarande namn 2011)
19. Kabadougou (2011)
20. La Mé (2011)
21. Lôh-Djiboua (2011)
22. Marahoué (1996 som Bouaflé, namnbyte 1997[1])
23. Moronou (2012[2])
24. Nawa (2011)
25. N'zi (2011)
26. Poro (2011)
27. San-Pédro (2011)
28. Sud-Comoé (1997[1])
29. Tchologo (2011)
30. Tonkpi (2011)
31. Worodougou (1997[1])

A. Abidjans autonoma distrikt (2001) (är inte en region eller indelad i regioner)
B. Yamoussoukro autonoma distrikt (2001) (är inte en region eller indelad i regioner)

### Indelning efter distrikt

Elfenbenskustens distrikt sedan 2011.

Administrativt är Elfenbenskusten sedan 2011 indelat i 14 distrikt av vilka två är autonoma distrikt som inte är indelade i regioner, vilket innebär att det finns 12 distrikt som är vidare indelade i sammanlagt 31 regioner. Distrikten med regioner är enligt tabellen nedan:
| Distrikt                                             | Distriktshuvudort | Region           | Regionhuvudort |
| ---------------------------------------------------- | ----------------- | ---------------- | -------------- |
| Abidjan (District Autonome d'Abidjan)                | Abidjan           |                  |                |
| Bas-Sassandra (District du Bas-Sassandra)            | San-Pédro         | Gbôklé           | Sassandra      |
| Bas-Sassandra (District du Bas-Sassandra)            | San-Pédro         | Nawa             | Soubré         |
| Bas-Sassandra (District du Bas-Sassandra)            | San-Pédro         | San-Pédro        | San-Pédro      |
| Comoé (District du Comoé)                            | Abengourou        | Indénié-Djuablin | Abengourou     |
| Comoé (District du Comoé)                            | Abengourou        | Sud-Comoé        | Aboisso        |
| Denguélé (District du Denguélé)                      | Odienné           | Folon            | Minignan       |
| Denguélé (District du Denguélé)                      | Odienné           | Kabadougou       | Odienné        |
| Gôh-Djiboua (District du Gôh-Djiboua)                | Gagnoa            | Gôh              | Gagnoa         |
| Gôh-Djiboua (District du Gôh-Djiboua)                | Gagnoa            | Lôh-Djiboua      | Divo           |
| Lacs (District des Lacs)                             | Dimbokro          | Bélier           | Toumodi        |
| Lacs (District des Lacs)                             | Dimbokro          | Iffou            | Daoukro        |
| Lacs (District des Lacs)                             | Dimbokro          | Moronou          | Bongouanou     |
| Lacs (District des Lacs)                             | Dimbokro          | N'zi             | Dimbokro       |
| Lagunes (District des Lagunes)                       | Dabou             | Agnéby-Tiassa    | Agboville      |
| Lagunes (District des Lagunes)                       | Dabou             | Grands-Ponts     | Dabou          |
| Lagunes (District des Lagunes)                       | Dabou             | La Mé            | Adzopé         |
| Montagnes (District des Montagnes)                   | Man               | Cavally          | Guiglo         |
| Montagnes (District des Montagnes)                   | Man               | Guémon           | Duékoué        |
| Montagnes (District des Montagnes)                   | Man               | Tonkpi           | Man            |
| Sassandra-Marahoué (District du Sassandra-Marahoué)  | Daloa             | Haut-Sassandra   | Daloa          |
| Sassandra-Marahoué (District du Sassandra-Marahoué)  | Daloa             | Marahoué         | Bouaflé        |
| Savanes (District des Savanes)                       | Korhogo           | Bagoué           | Boundiali      |
| Savanes (District des Savanes)                       | Korhogo           | Poro             | Korhogo        |
| Savanes (District des Savanes)                       | Korhogo           | Tchologo         | Ferkessédougou |
| Vallée du Bandama (District de la Vallée du Bandama) | Bouaké            | Gbêkê            | Bouaké         |
| Vallée du Bandama (District de la Vallée du Bandama) | Bouaké            | Hambol           | Katiola        |
| Woroba (District du Woroba)                          | Séguéla           | Béré             | Mankono        |
| Woroba (District du Woroba)                          | Séguéla           | Bafing           | Touba          |
| Woroba (District du Woroba)                          | Séguéla           | Worodougou       | Séguéla        |
| Yamoussoukro (District Autonome du Yamoussoukro)     | Yamoussoukro      |                  |                |
| Zanzan (District du Zanzan)                          | Bondoukou         | Bounkani         | Bouna          |
| Zanzan (District du Zanzan)                          | Bondoukou         | Gontougo         | Bondoukou      |

## Historia

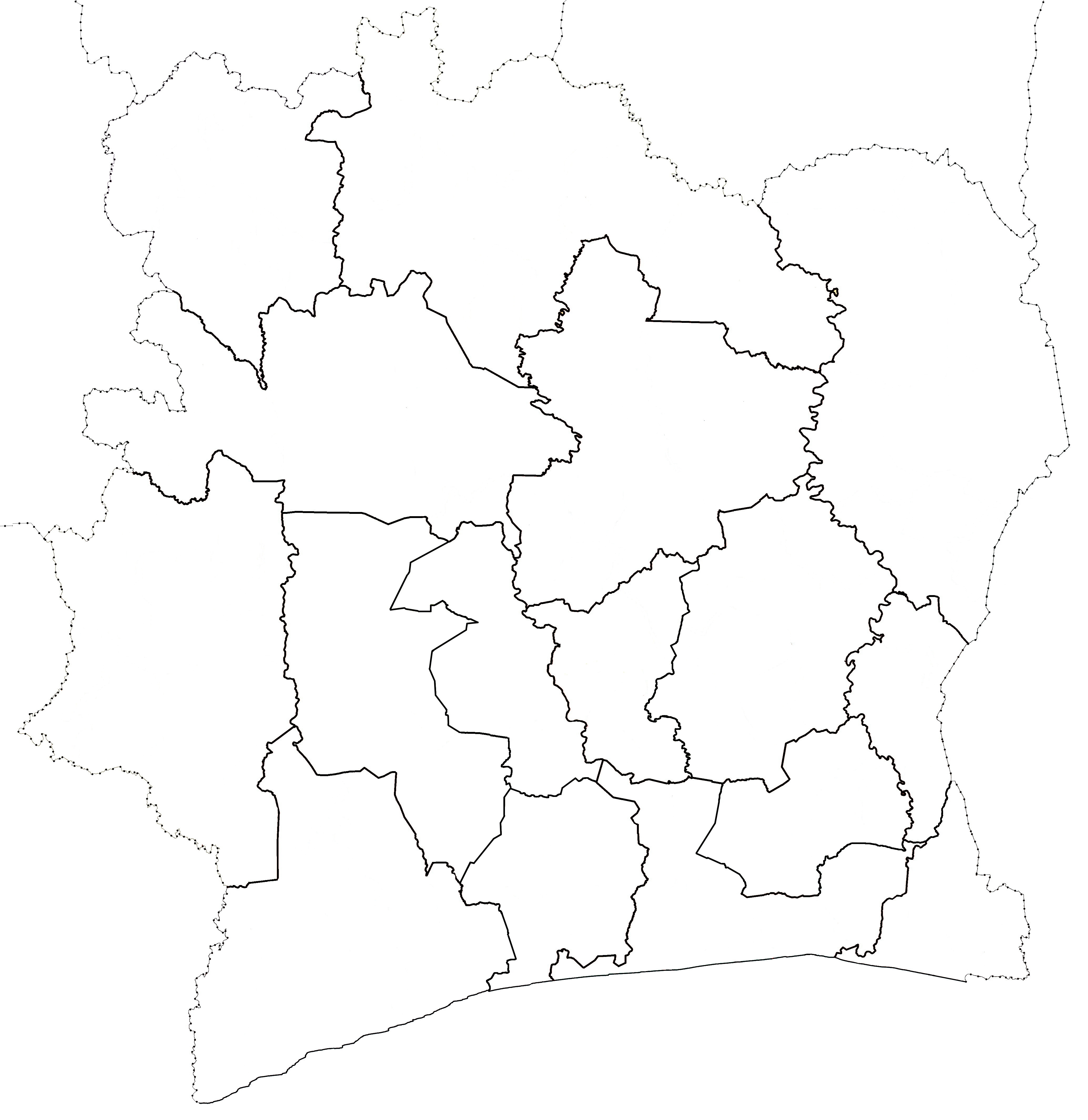
De 16 regionerna 1997–2000.

De första 10 regionerna etablerades 1991. Dessa regioner ersatte då departementen som första nivån i landets administrativa indelning. Departementen, som var den ursprungliga första administrativa nivån inom det självständiga Elfenbenskusten, hade då från att 1961 ha varit fyra stycken och 1963 sex stycken delats till 24 stycken 1970, och efter det skapades fler nya departement tills det innan regionernas tillkomst 1991 fanns 50 departement. Departementen övergick 1991 efter att regionerna bildades till att vara administrativa enheter på andra nivån. År 1996 tillkom två regioner och 1997 fyra, samtidigt som de övriga bytte namn. År 2000 tillkom tre nya regioner, sedan fyra av de sexton regionerna delats och gränserna förändrades så att 19 regioner bildades.
Regionerna förblev administrativa enheter på första nivå fram till 2011 års förändringar av landets administrativa indelning. De 19 regionerna som Elfenbenskusten var indelat i 2000–2011 var i sin tur indelade i två eller flera departement (departement var då den andra nivån i landets administrativa indelning). Just före 2011 års förändringar av landets administrativa indelning fanns sammanlagt 90 departement i de 19 regionerna.
År 2011 infördes 14 distrikt som ersatte de tidigare regionerna som landets administrativa enheter på första nivån. Regionerna övergick då till att vara administrativa enheter på andra nivån och departementen övergick till att vara administrativa enheter på tredje nivån. De tidigare 19 regionerna ombildades även i samband med denna förändring till 30 regioner och antalet departement till 95. År 2012 delades en av dessa regioner så att 31 regioner bildades. Det finns sedan 2013 totalt 108 departement i landet.

### Regioner 2000–2011
Elfenbenskusten hade 19 regioner (régions) som var administrativa enheter på första nivå 2000–2011. De 19 regionernas namn och läge var, med tillkomstår inom parentes:
1. Agnéby (1997)
2. Bafing (2000)

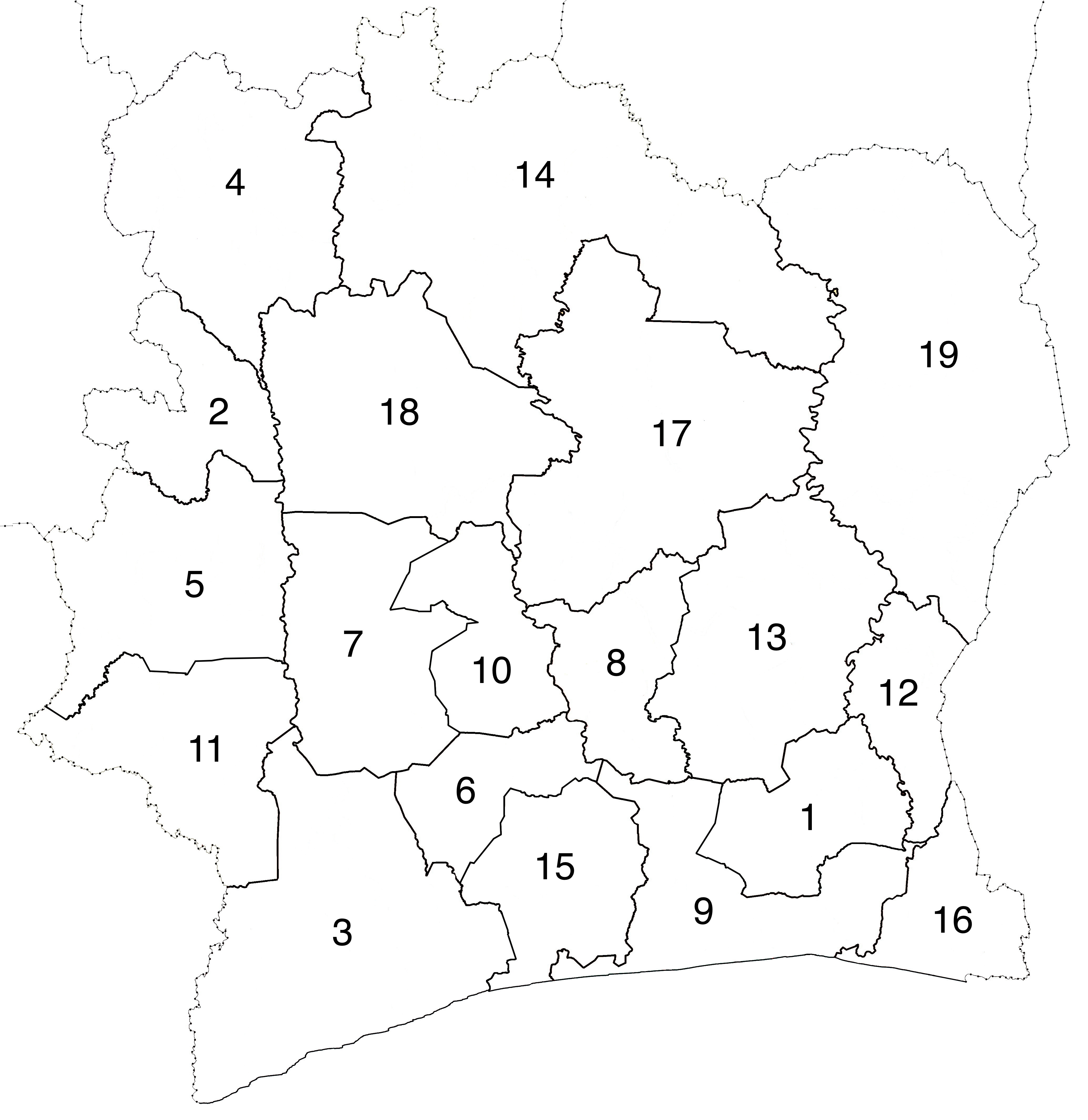
De 19 regionerna 2000–2011.

3. Bas-Sassandra (1991 som Sud-Ouest, namnbyte 1997)
4. Denguélé (1991 som Nord-Ouest, namnbyte 1997)
5. Dix-Huit Montagnes (1991 som Ouest, namnbyte 1997)
6. Fromager (2000)
7. Haut-Sassandra (1991 som Centre-Ouest, namnbyte 1997)
8. Lacs (1991 som Centre, namnbyte 1997)
9. Lagunes (1991 som Sud, namnbyte 1997)
10. Marahoué (1996 som Bouaflé, namnbyte 1997)
11. Moyen-Cavally (2000)
12. Moyen-Comoé (1991 som Centre-Est, namnbyte 1996 till Est, namnbyte igen 1997)
13. N'zi-Comoé (1996 som Centre-Est, namnbyte 1997)
14. Savanes (1991 som Nord, namnbyte 1997)
15. Sud-Bandama (1997)
16. Sud-Comoé (1997)
17. Vallée du Bandama (1991 som Centre-Nord, namnbyte 1997)
18. Worodougou (1997)
19. Zanzan (1991 som Nord-Est, namnbyte 1997)

Dessa regioners huvudstäder var: 
| Nr | Region             | Huvudstad    |
| -- | ------------------ | ------------ |
| 1  | Agnéby             | Agboville    |
| 2  | Bafing             | Touba        |
| 3  | Bas-Sassandra      | San-Pédro    |
| 4  | Denguélé           | Odienné      |
| 5  | Dix-Huit Montagnes | Man          |
| 6  | Fromager           | Gagnoa       |
| 7  | Haut-Sassandra     | Daloa        |
| 8  | Lacs               | Yamoussoukro |
| 9  | Lagunes            | Abidjan      |
| 10 | Marahoué           | Bouaflé      |
| 11 | Moyen-Cavally      | Guiglo       |
| 12 | Moyen-Comoé        | Abengourou   |
| 13 | N'zi-Comoé         | Dimbokro     |
| 14 | Savanes            | Korhogo      |
| 15 | Sud-Bandama        | Divo         |
| 16 | Sud-Comoé          | Aboisso      |
| 17 | Vallée du Bandama  | Bouaké       |
| 18 | Worodougou         | Séguéla      |
| 19 | Zanzan             | Bondoukou    |